# Chriodes koshunensis
Chriodes koshunensis är en stekelart som först beskrevs av Tohru Uchida 1932.  Chriodes koshunensis ingår i släktet Chriodes och familjen brokparasitsteklar. Inga underarter finns listade i Catalogue of Life.